# Rudolf Jakob Camerarius
Rudolf Jakob Camerarius o Camerer (12 de febrero de 1665 . 11 de septiembre de 1721) fue un botánico y médico alemán.
Camerarius nació en Tübingen, y desde 1687 fue profesor de medicina y director del jardín botánico de Tübingen. Son famosas sus investigaciones sobre los órganos reproductivos de las plantas (De sexu plantarum epistola (1694)), que desencadenó un escándalo, incluso de algunos botánicos.
Mientras que otros botánicos, tales como John Ray y Nehemiah Grew, habían observado que las plantas parecían tener alguna forma de sexo, y adivinaban que el polen era el agente de fertilización masculina, fue Camerarius quien hizo el trabajo experimental. Estudiando la morera, determinó que las plantas femeninas que no estaban próximas a plantas masculinas podían producir frutos, pero los mismos no tenían semillas. Las plantas de Mercurialis y espinaca se comportaban en forma similar.
También hizo experimentos con plantas de ricino y de maíz, les cortó los estambres de las flores (las "espiguillas" del maíz), y observó que no se formaban semillas. Sus resultados quedaron asentados en una carta (epistola), y atrajeron atención inmediata, otros investigadores extendieron sus resultados de las plantas monoicas que él había estudiado a las dioicas.

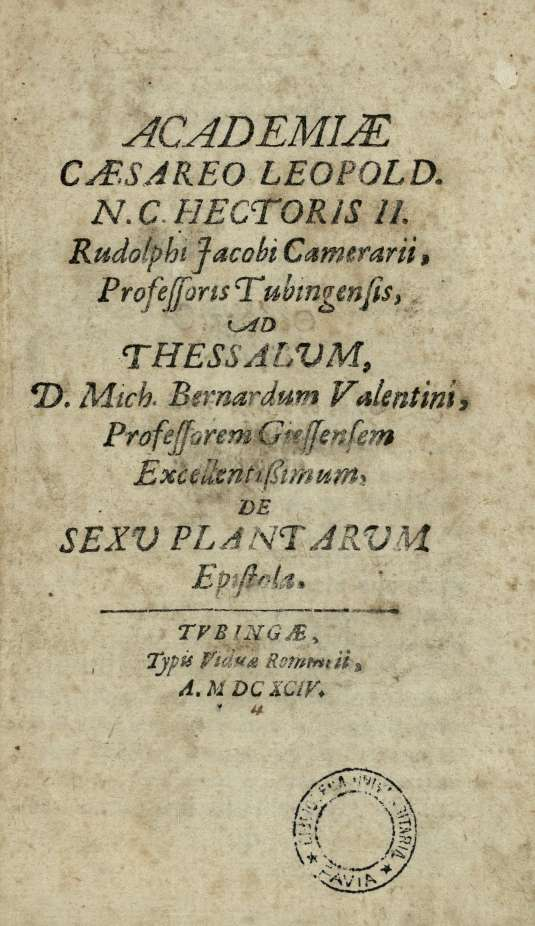
De sexu plantarum, 1694